# 15563 Remsberg
15563 Remsberg este un asteroid din centura principală de asteroizi.

## Descriere
15563 Remsberg este un asteroid din centura principală de asteroizi. A fost descoperit pe 5 aprilie 2000 la Socorro, New Mexico, în cadrul proiectului LINEAR. Asteroidul prezintă o orbită caracterizată de o semiaxă mare de 2,44 ua, o excentricitate de 0,16 și o înclinație de 2,3° în raport cu ecliptica.